# ماكس فاشن
ماكس فاشن (بالإنجليزية: Max Fashion)‏ هي ماركة أزياء هندية تحت راية مجموعة لاندمارك في دبي. تم إطلاق العلامة التجارية لأول مرة في مايو 2004 في الشرق الأوسط في أبو السودان.

## تاريخ
تأسست ماكس فاشن لأول مرة في عام 2004 في الشرق الأوسط، في أبو ظبي. شهد عام 2006 إطلاق الهند للعلامة التجارية مع أول متجر لها في إندور.
ماكس، في الوقت الحاضر، هي أكبر علامة تجارية للأزياء في الشرق الأوسط وشمال إفريقيا وجنوب شرق آسيا والهند، مع أكثر من 500 متجر بمساحة 8.5 مليون قدم مربع، في 20 دولة، بما في ذلك الإمارات العربية المتحدة، الهند، المملكة العربية السعودية، الكويت، الأردن، البحرين، قطر، العراق، عمان، كينيا، لبنان، مصر، الجزائر، تونس، نيجيريا، ليبيا، تنزانيا، إندونيسيا وماليزيا. في عام 2016، بعد عقد من إطلاقها في الهند، أصدرت ماكس فاشن أول إعلان تلفزيوني لها. 
لتلبية احتياجات شريحة السوق المتوسطة، تمتلك ماكس علاماتها التجارية الخاصة بها للرجال والنساء والأطفال بالإضافة إلى الأحذية والمنزل والإكسسوارات، كما تشهد متوسط إقبال يزيد عن 100000 شخص يوميًا.[بحاجة لمصدر]

## مجموعة لاندمارك
مجموعة لاندمارك، التي تزيد إيراداتها عن 6 مليارات دولار أمريكي، هي تكتل للبيع بالتجزئة والضيافة في الشرق الأوسط وأفريقيا وشبه القارة الهندية. يقع مقر الشركة حاليًا في دبي، وقد تم تأسيسها في عام 1973، وكان لها أول متجر لها في البحرين. يبلغ عدد الموظفين الحاليين للمجموعة 55000 موظف يعملون في أكثر من 2400 منفذ بيع بالتجزئة، مع وجود أكثر من 30 مليون قدم مربع في 21 دولة.[بحاجة لمصدر]
تمتلك مجموعة لاندمارك العديد من العلامات التجارية للبيع بالتجزئة، بما في ذلك سنتربوينت، بيبي شوب، سبلاش، شو مارت، لايف ستايل، أيكونِك، ماكس، شو إكسبرس، هوم سنتر، هوم بوكس، إي ماكس. تمتلك المجموعة أيضًا حقوق امتياز للعديد من العلامات التجارية العالمية للأزياء والأحذية في البلدان التي تعمل فيها. منذ تأسيسها، تنوعت المجموعة في قطاعات الترفيه، الطعام، الضيافة، والرعاية الصحية من خلال لاندمارك للترفيه، منتجع صحي وصالون، فنادق سيتي ماكس، لينس فيرست، وفودمارك، قسم المطاعم بالمجموعة.

## التواجد في الهند
ماكس ، قسم من شركة لايف ستايل إنديا المحدودة (.Lifestyle India Pvt. Ltd)، افتتح أول متجر لها في إندور في عام 2006. في الهند، تمتلك ماكس أكثر من 200 متجر في 80 مدينة. ماكس هي علامة تجارية أحادية تحمل علاماتها التجارية الخاصة التي تم إنشاؤها بواسطة مصممين داخليين لكل موسم، وتنمو حاليًا بمعدل نمو سنوي مركب بنسبة 35٪ على أساس سنوي.